# Гусиный лук украинский
Гуси́ный лук украи́нский (лат. Gagea ucrainica) — многолетнее травянистое растение, вид рода Гусиный лук (Gagea) семейства Лилейные (Liliaceae).
Произрастает на песчаных склонах. Распространён в Причерноморье.

## Ботаническое описание
Луковица небольшая, яйцевидной формы, высотой 5—7 мм, с серыми влагалищами, вытянутыми в шейку длиной 3—11 мм и оплетёнными тонкими корневыми мочками. Стебель высотой 4—10 см.
Нижний лист узколинейный, килеватый, мало изогнутый на вершине, немного длиннее соцветия. Подсоцветных листьев 3—7 штук; они неравные, узколинейной формы, оттянуто-заострённые, в нижней части расширенные.
Соцветие состоит из 2—5 (8) цветков. Стебли, листья, цветоножки и наружные листочки околоцветника снаружи серо-пушистые. Цветоножки неравные, прямые, тонкие. Листья околоцветников длиной 10—13 мм, продолговато-ланцетные, заострённые, внутри лимонно-жёлтого цвета, снаружи — зелёного; по краям расположена тонкая жёлтая каёмка. Пыльники продолговато-яйцевидной формы.
Плод — коробочка, яйцевидно-продолговатая.
Вид описан из южной Украины. Тип в Харькове.

## Классификация
Вид Гусиный лук украинский (Gagea ucrainica) входит в род Гусиный лук (Gagea) семейство Лилейные (Liliaceae).
|  |                  |  |                     |                          |                      |  | ещё 45 порядков покрытосеменных (согласно Системе APG II) | ещё 45 порядков покрытосеменных (согласно Системе APG II) |                                          |  |  |  | ещё 16 родов        | ещё 16 родов               |  |  |
|  |                  |  |                     |                          |                      |  | ещё 45 порядков покрытосеменных (согласно Системе APG II) | ещё 45 порядков покрытосеменных (согласно Системе APG II) |                                          |  |  |  | ещё 16 родов        | ещё 16 родов               |  |  |
|  |                  |  |                     | отдел Цветковые растения |                      |  |                                                           |                                                           | семейство Лилейные                       |  |  |  |                     | вид Гусиный лук украинский |  |  |
|  |                  |  |                     | отдел Цветковые растения |                      |  |                                                           |                                                           | семейство Лилейные                       |  |  |  |                     | вид Гусиный лук украинский |  |  |
|  | царство Растения |  |                     |                          | порядок Лилиецветные |  |                                                           |                                                           | род Гусиный лук                          |  |  |  |                     |                            |  |  |
|  | царство Растения |  |                     |                          |                      |  |                                                           |                                                           |                                          |  |  |  |                     |                            |  |  |
|  |                  |  | ещё около 21 отдела | ещё около 21 отдела      |                      |  |                                                           | ещё 9 семейств (согласно Системе APG II)                  | ещё 9 семейств (согласно Системе APG II) |  |  |  | ещё около 100 видов |                            |  |  |
|  |                  |  |                     | ещё около 21 отдела      |                      |  |                                                           |                                                           | ещё 9 семейств (согласно Системе APG II) |  |  |  |                     |                            |  |  |